# Малая на Олімпійських іграх
Малая брала участь у двох літніх Олімпійських іграх: у 1956 році у Мельбурні і у 1960 році у Римі. У зимових Олімпійських іграх спортсмени Малаї участі не брали. Малая ніколи не завойовувала олімпійських медалей. Після  Другої світової війни території, що належали до Малаї, увійшли до складу Малайзії.